# Coorabakh-Nationalpark
Der Coorabakh-Nationalpark ist ein Nationalpark im Nordosten des australischen Bundesstaates New South Wales, 272 Kilometer nordöstlich von Sydney bei der Kleinstadt Hannam Vale.
Drei Vulkankegel mit den Namen Big Nellie (31° 42’ 2’’ Süd; 152° 31’ 20’’ Ost), Flat Nellie (31° 42’ 39’’ Süd; 152° 30’ 37’’ Ost) und Little Nellie (31° 41’ 40’’ Süd; 152° 30’ 3’’ Ost) dominieren den Park.
Der Park ist von hohen Eukalyptusbäumen und Unterholz an der ausgesetzten Lansdowne-Stufe bedeckt, während subtropischer Regen- und Feuchtwald in geschützteren Lagen auftritt. Gefährdete Tierarten im Park sind der Fleckschwanz-Beutelmarder, eine Eulenart (Powerful Owl) und der Stotternde Frosch.
Newbys Cave, eine Höhle, erreicht man, wenn man dem Newbys Creek vom Parkplatz aus folgt. Newbys Lookout besitzt einen Picknickplatz und bietet einen Blick über das Tal des Manning River. Flat Rock Lookout (31° 41’ 17’’ Süd; 152° 30’ 23’’ Ost) überragt das obere Lansdowne-Tal und die Comboyne-Plateaustufe. Am Picknickplatz am Starrs Creek findet man eine Plattform zur Betrachtung des Regenwaldes.
Anschließend an den Nationalpark liegt der Lansdowne State Forest.